# Mi van, doki?
A Mi van, doki? (angolul: What’s Up, Doc?) 1972-ben bemutatott amerikai romantikus filmvígjáték, melyet Peter Bogdanovich rendezett. A főbb szerepekben Barbra Streisand, Ryan O’Neal, Madeline Kahn és Kenneth Mars látható.

## Cselekmény
A film egy temperamentumos diáklány és egy félénk zenetudós férfi zűrzavaros kapcsolatáról szól, akik őrült, gyakran törvénysértő kalandokba keverednek.

## Szereplők
| Szereplő                    | Színész          | Magyar hang       |
| --------------------------- | ---------------- | ----------------- |
| Judy Maxwell                | Barbra Streisand | Kiss Mari         |
| Howard Bannister            | Ryan O’Neal      | Benkő Péter       |
| Eunice Burns                | Madeline Kahn    | Földessy Margit   |
| Hugh Simon                  | Kenneth Mars     | Láng József       |
| Frederick Larrabee          | Austin Pendleton | Harkányi Endre    |
| Mr. Smith                   | Michael Murphy   |                   |
| Harry, szállodai detektív   | Sorrell Booke    | Dobránszky Zoltán |
| Fritz, szállodarecepciós    | Stefan Gierasch  | Kiss László       |
| Mrs. Van Hoskins            | Mabel Albertson  | Czigány Judit     |
| Richter Maxwell             | Liam Dunn        | Képessy József    |
| Kaltenborn szállodaigazgató | John Hillerman   | Dózsa László      |
| Bírósági szolga             | Graham Jarvis    | Szabó Ottó        |
| Rendőr a kikötőben          | M. Emmet Walsh   | Csurka László     |